# Coelogyne latiloba
Coelogyne latiloba é uma espécie de orquídea epífita, família Orchidaceae, originária de Sabah, em Borneu.